# احمدآباد (درزآب)
احمدآباد یک روستا در ایران است که در دهستان درزآب واقع شده‌است. احمدآباد ۱۶ نفر جمعیت دارد.